# غرة صغيرة
غرة صغيرة قرية سوريّة تتبع إداريّاً لمحافظة حلب منطقة منبج ناحية أبو قلقل، بلغ تعداد سكانها 800 نسمة حسب التعداد السكاني لعام 2004.